# Корнич
Ко́рнич (укр. Корнич) — село в Коломыйской общине Коломыйского района Ивано-Франковской области Украины.
Население по переписи 2001 года составляло 2036 человек. Занимает площадь 13,96 км². Почтовый индекс — 78215. Телефонный код — 03433.

## Известные уроженцы и жители
Роман Григорчук — главный тренер футбольных команд «Черноморец» (Одесса), «Габала» (Азербайджан), «Астана» (Казахстан).
- Корнич на сайте Верховной рады Украины